# براینت (واشینگتن)
براینت (به انگلیسی: Bryant) یک منطقهٔ مسکونی در ایالات متحده آمریکا است که در شهرستان اسنوهومیش، واشینگتن واقع شده‌است. براینت ۱٬۸۷۰ نفر جمعیت دارد.